# Saint-Julien-de-Concelles
 Saint-Julien-de-Concelles  es una población y comuna francesa, situada en la región de Países del Loira, departamento de Loira Atlántico, en el distrito de Nantes y cantón de Le Loroux-Bottereau.

## Demografía
| 3555 | 3850 | 4272 | 5095 | 5418 | 6260 |
| Para los censos de 1962 a 1999 la población legal corresponde a la población sin duplicidades (Fuente: INSEE [Consultar]) |      |      |      |      |      |